# Eviota corneliae
Eviota corneliae és una espècie de peix de la família dels gòbids i de l'ordre dels cipriniformes que es troba a Nova Caledònia.